# Bulgarischer Fußballpokal 1998/99
Der Bulgarischer Fußballpokal 1998/99 war die 59. Austragung des Pokalwettbewerbs im Fußball in Bulgarien. Pokalsieger wurde ZSKA Sofia. Das Team setzte sich im Finale gegen den späteren Meister Litex Lowetsch durch. Durch den Sieg qualifizierte sich ZSKA für den UEFA-Pokal 1999/2000.

## Modus
Bis zur dritten Runde und im Finale wurden die Begegnungen in einem Spiel entschieden. Bei unentschiedenem Ausgang gab es eine Verlängerung von zweimal 15 Minuten und gegebenenfalls ein Elfmeterschießen.
Vom Achtelfinale bis zum Halbfinale wurde der Sieger in Hin- und Rückspiel ermittelt. Bei Torgleichheit entschied zunächst die Anzahl der auswärts erzielten Tore, danach eine Verlängerung und falls erforderlich ein Elfmeterschießen.

## 2. Runde
Teilnehmer: Die 16 Sieger der 1. Runde und die 16 Zweitligisten.
| Datum      |                                | Ergebnis              |                                     |
| ---------- | ------------------------------ | --------------------- | ----------------------------------- |
| 13.10.1998 | Widima-Rakowski Sewliewo (III) | 2:0                   | Olimpik-Hadschi Dimitar Sliwen (II) |
| 13.10.1998 | Kaliakra Kawarna (III)         | 1:0                   | FK Spartak Plewen (II)              |
| 13.10.1998 | Spartak-S' 94 Plowdiw (III)    | 1:0                   | Antibiotik-Ludogorez Rasgrad (II)   |
| 13.10.1998 | Strumska Slawa Radomir (IV)    | 3:1                   | Tscherno More Warna (II)            |
| 13.10.1998 | Lowiko Suchindol (III)         | 3:1                   | FK Chaskowo (II)                    |
| 13.10.1998 | FK Dschebel (IV)               | 0:1                   | FC Dimitrowgrad (II)                |
| 13.10.1998 | Rodopa Smoljan (III)           | 1:0                   | Olimpik Tetewen (II)                |
| 13.10.1998 | Satellit Stara Sagora (IV)     | 0:4                   | Akademik Sofia (II)                 |
| 13.10.1998 | Perun Kresna (IV)              | 0:2                   | Belasiza Petritsch (II)             |
| 13.10.1998 | FK Port Burgas (III)           | 0:4                   | FK Kremikowzi (III)                 |
| 13.10.1998 | FC Bdin Widin (II)             | 0:0 n. V. (3:4 i. E.) | FC Botew Wraza (II)                 |
| 13.10.1998 | FC Hebar Pasardschik (III)     | 0:1                   | Etar Weliko Tarnowo (II)            |
| 13.10.1998 | Marek Dupniza (III)            | 2:0                   | Swetkawiza Targowischte (II)        |
| 13.10.1998 | Planinez Aprilzi (III)         | 1:0                   | FC Tschernomorez Burgas (II)        |
| 13.10.1998 | FK Dewnja (III)                | 1:2                   | FK Mariza Plowdiw (II)              |
| 13.10.1998 | FK Jambol (IV)                 | 0:0 n. V. (2:3 i. E.) | Tschardafon Gabrowo (II)            |

## 3. Runde
Teilnehmer: Die 16 Sieger der 2. Runde und die 16 Erstligisten.
| Datum      |                                | Ergebnis              |                              |
| ---------- | ------------------------------ | --------------------- | ---------------------------- |
| 31.10.1998 | Etar Weliko Tarnowo (II)       | 0:2                   | ZSKA Sofia (I)               |
| 31.10.1998 | Spartak-S' 94 Plowdiw (III)    | 0:2                   | Lokomotive Sofia (I)         |
| 31.10.1998 | FC Dimitrowgrad (II)           | 0:2                   | Slawia Sofia (I)             |
| 31.10.1998 | Kaliakra Kawarna (III)         | 0:0 n. V. (3:5 i. E.) | Botew Plowdiw (I)            |
| 31.10.1998 | FC Metalurg Pernik (I)         | 1:0                   | Tschardafon Gabrowo (II)     |
| 31.10.1998 | Rodopa Smoljan (III)           | 1:3                   | Litex Lowetsch (I)           |
| 31.10.1998 | Strumska Slawa Radomir (IV)    | 0:3                   | Spartak Warna (I)            |
| 31.10.1998 | Lowiko Suchindol (III)         | 2:3 n. V.             | PFC Dobrudscha Dobritsch (I) |
| 31.10.1998 | Marek Dupniza (III)            | 1:2 n. V.             | Minjor Pernik (I)            |
| 31.10.1998 | Neftochimik Burgas (I)         | 3:1                   | FK Kremikowzi (III)          |
| 31.10.1998 | Lewski Sofia (I)               | 4:0                   | Belasiza Petritsch (II)      |
| 31.10.1998 | Pirin Blagoewgrad (I)          | 2:1                   | Akademik Sofia (II)          |
| 31.10.1998 | Planinez Aprilzi (III)         | 1:1 n. V. (2:4 i. E.) | Septemwri Sofia (I)          |
| 31.10.1998 | Widima-Rakowski Sewliewo (III) | 2:3 n. V.             | Lokomotive Plowdiw (I)       |
| 31.10.1998 | FC Botew Wraza (II)            | 1:5                   | FK Schumen (I)               |
| 31.10.1998 | FK Mariza Plowdiw (II)         | 0:3                   | Lewski Kjustendil (I)        |

## Achtelfinale
| Datum             |                              | Gesamt |                        | Hinspiel | Rückspiel |
| ----------------- | ---------------------------- | ------ | ---------------------- | -------- | --------- |
| 28.11./09.12.1998 | Lokomotive Sofia (I)         | 6:3    | Botew Plowdiw (I)      | 4:2      | 2:1       |
| 28.11./09.12.1998 | Lewski Sofia (I)             | 2:3    | Slawia Sofia (I)       | 2:0      | 0:3       |
| 28.11./09.12.1998 | ZSKA Sofia (I)               | 3:2    | Septemwri Sofia (I)    | 2:0      | 1:2       |
| 28.11./09.12.1998 | Pirin Blagoewgrad (I)        | 5:3    | Neftochimik Burgas (I) | 3:0      | 2:3       |
| 28.11./09.12.1998 | FK Schumen (I)               | 2:8    | Spartak Warna (I)      | 2:2      | 0:6       |
| 28.11./09.12.1998 | PFC Dobrudscha Dobritsch (I) | 1:4    | Lewski Kjustendil (I)  | 1:2      | 0:2       |
| 28.11./09.12.1998 | Lokomotive Plowdiw (I)       | 3:9    | Minjor Pernik (I)      | 3:3      | 0:6       |
| 28.11./09.12.1998 | FC Metalurg Pernik (I)       | 1:4    | Litex Lowetsch (I)     | 0:2      | 1:2       |

## Viertelfinale
| Datum             |                       | Gesamt          |                       | Hinspiel | Rückspiel |
| ----------------- | --------------------- | --------------- | --------------------- | -------- | --------- |
| 10.03./21.04.1999 | ZSKA Sofia (I)        | 6:2             | Minjor Pernik (I)     | 2:1      | 4:1       |
| 10.03./21.04.1999 | Spartak Warna (I)     | 3:4             | Lewski Kjustendil (I) | 2:1      | 1:3       |
| 10.03./21.04.1999 | Pirin Blagoewgrad (I) | 2:3             | Lokomotive Sofia (I)  | 0:1      | 2:2       |
| 10.03./21.04.1999 | Litex Lowetsch (I)    | 1:1 (4:2 i. E.) | Slawia Sofia (I)      | 1:0      | 0:1 n. V. |

## Halbfinale
| Datum             |                      | Gesamt |                       | Hinspiel | Rückspiel |
| ----------------- | -------------------- | ------ | --------------------- | -------- | --------- |
| 28.04./12.05.1999 | ZSKA Sofia (I)       | 3:2    | Lewski Kjustendil (I) | 1:0      | 2:2       |
| 28.04./12.05.1999 | Lokomotive Sofia (I) | 0:1    | Litex Lowetsch (I)    | 0:0      | 0:1       |

## Finale
| Paarung        | Litex Lowetsch – ZSKA Sofia |
| Ergebnis       | 0:1 (0:0) |
| Datum          | 26. Mai 1999 |
| Stadion        | Balgarska-Armija-Stadion, Sofia |
| Zuschauer      | 8.000 |
| Schiedsrichter | Atanas Usunow |
| Tore           | 0:1 Walentin Stantschew (82.) |
| Litex Lowetsch | Stojan Stawrew – Nikolaj Dimitrow, Schiwko Schelew, Stefan Kolew , Radostin Kischischew (66. Rosen Jemilow) – Laurențiu Reghecampf, Marijan Todorow (59. Iwajlo Petew), Stojtscho Stoilow (46. Wassil Kirow), Altin Haxhi – Alban Bushi, Swetoslaw Todorow Cheftrainer: Ferario Spassow        |
| ZSKA Sofia     | Iwajlo Iwanow – Emil Kremenliew, Adalbert Safirow, Stefan Lultschew – Krassimir Tschomakow, Stilijan Petrow, Metodi Dejanow, Milen Petkow (58. Iwo Slawtschew) – Walentin Stantschew, Dimitar Berbatow (36. Miroslaw Nikolow), Asen Bukarew (68. Stanislaw Angelow) Cheftrainer: Dimitar Penew |
| Gelbe Karten   | Alban Bushi, Radostin Kischischew – keine |